# Toyota Innova
Toyota Innova – samochód typu minivan produkowany przez japońskie przedsiębiorstwo Toyota od 2004 roku. Od 2015 roku jest produkowana druga generacja modelu.

## Pierwsza generacja

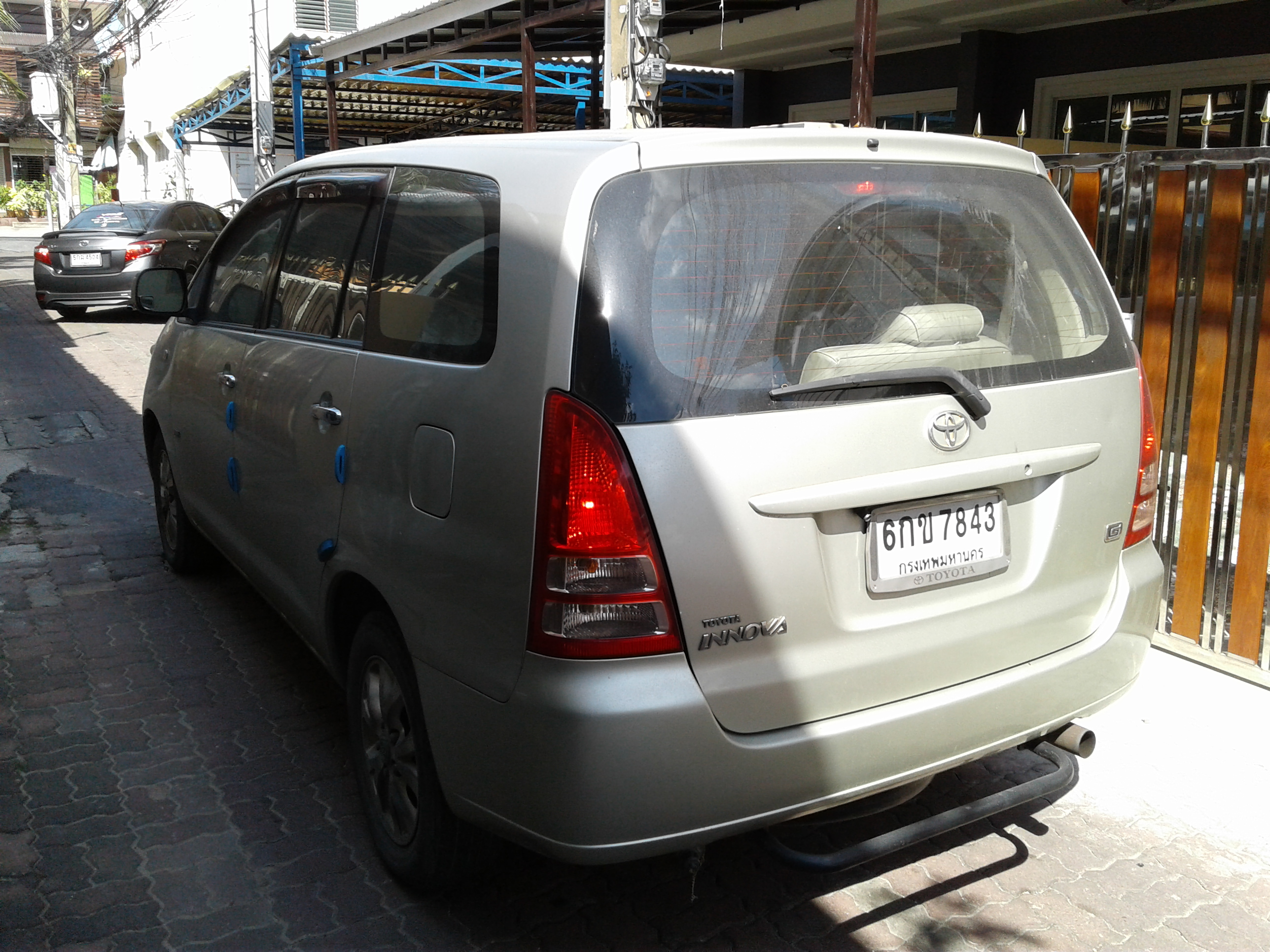
Toyota Innova I przed liftingiem - tył

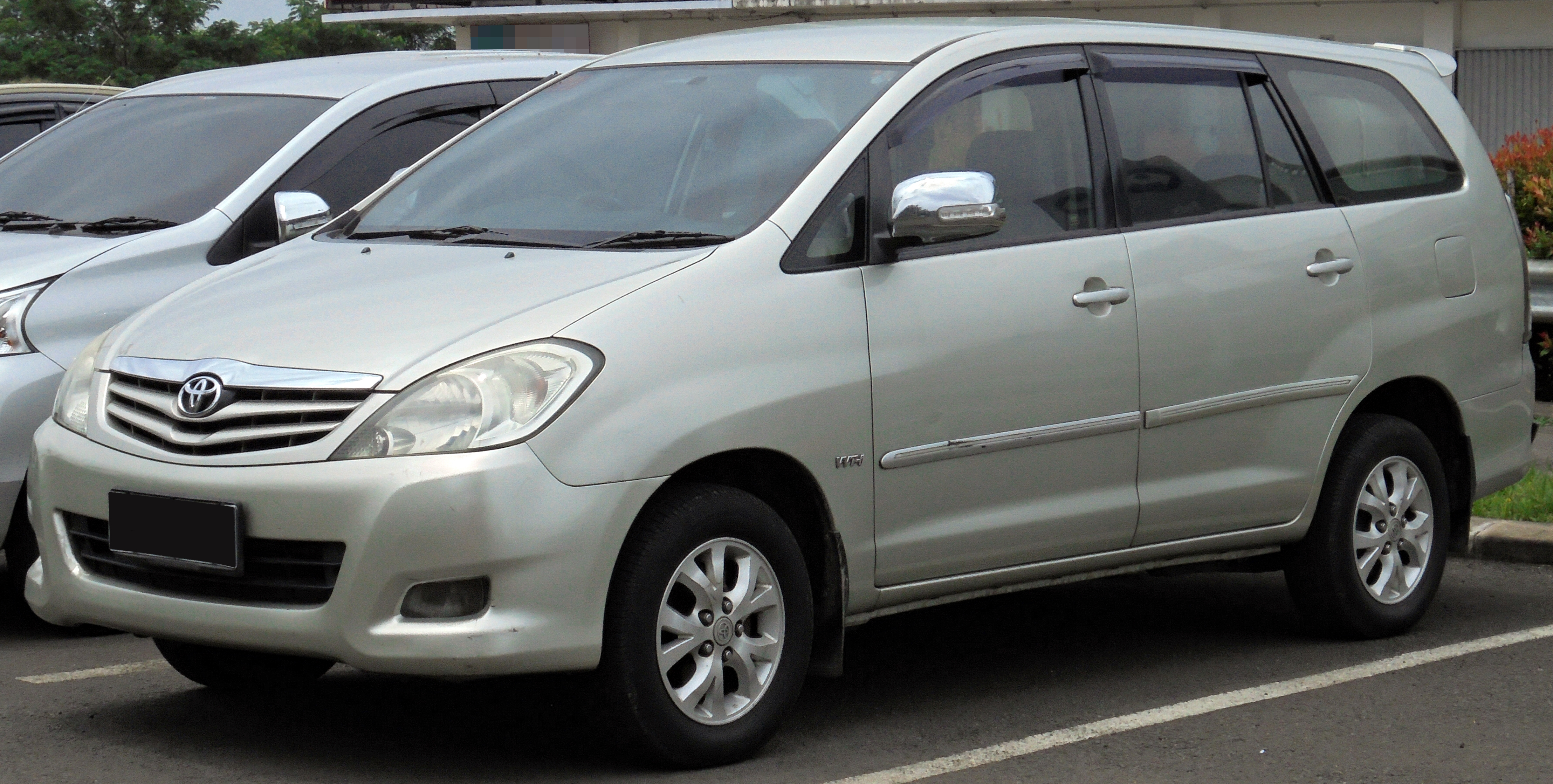
Toyota Innova I po pierwszym liftingu

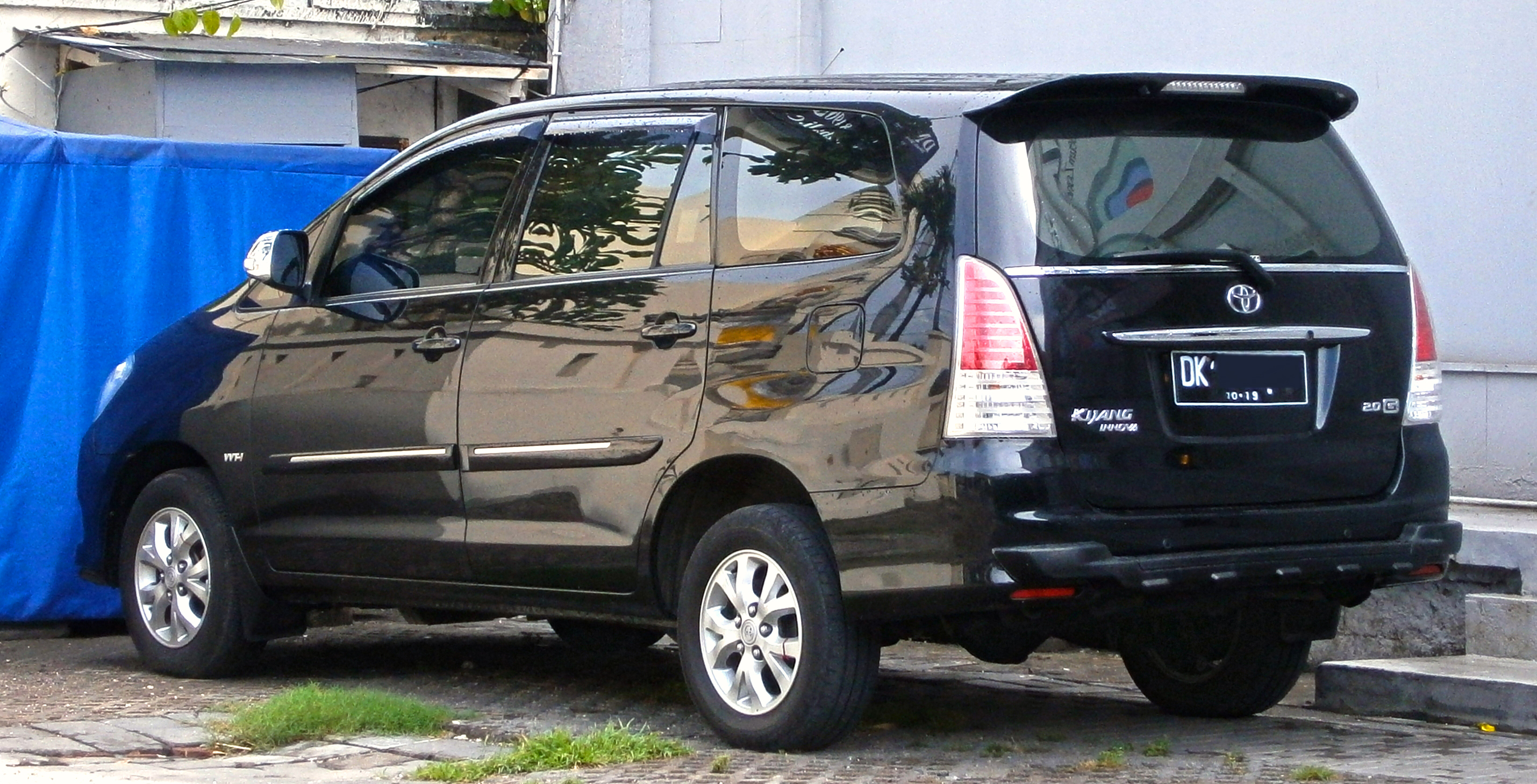
Toyota Innova I po pierwszym liftingu - tył

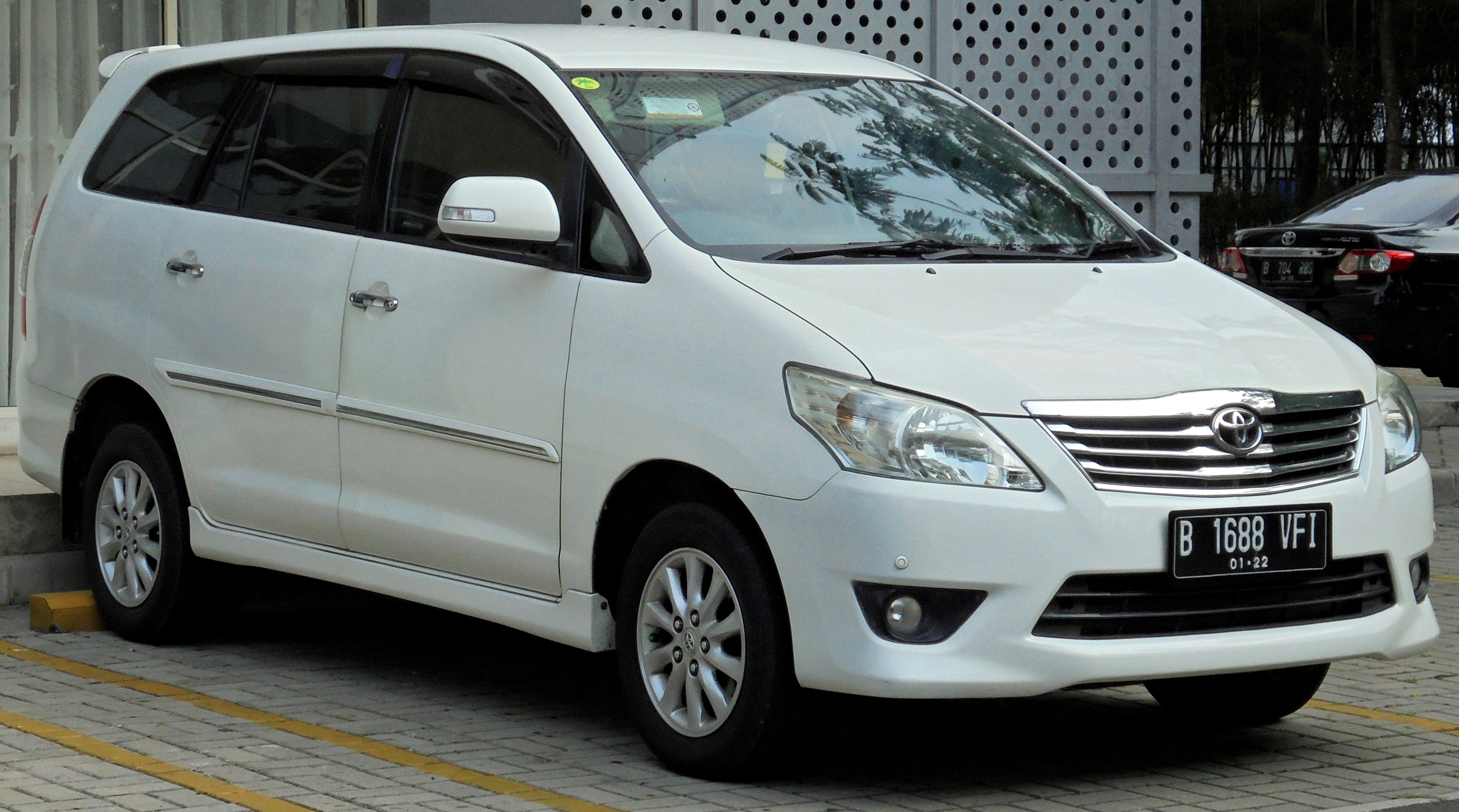
Toyota Innova I po drugim liftingu

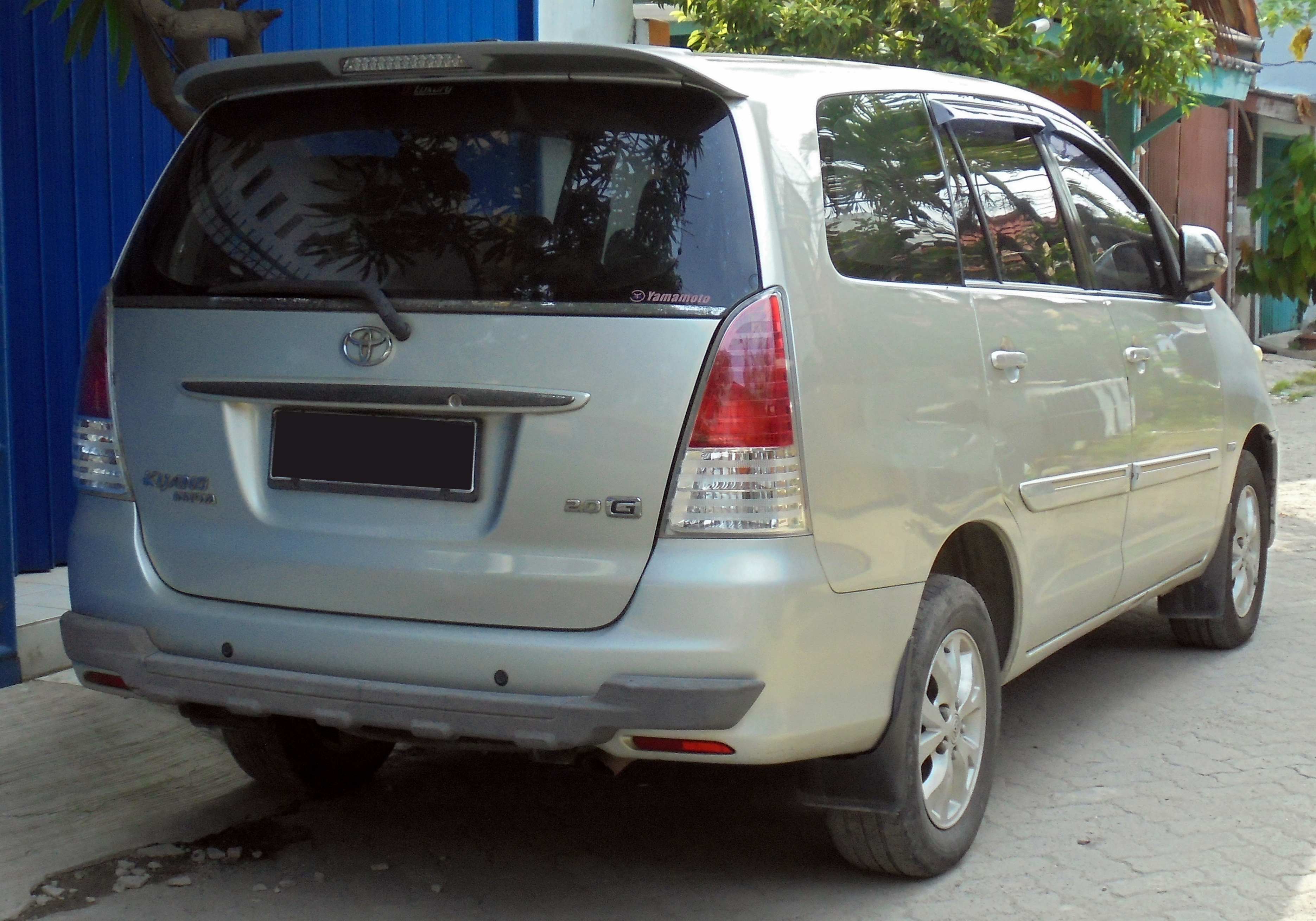
Toyota Innova I po drugim liftingu - tył

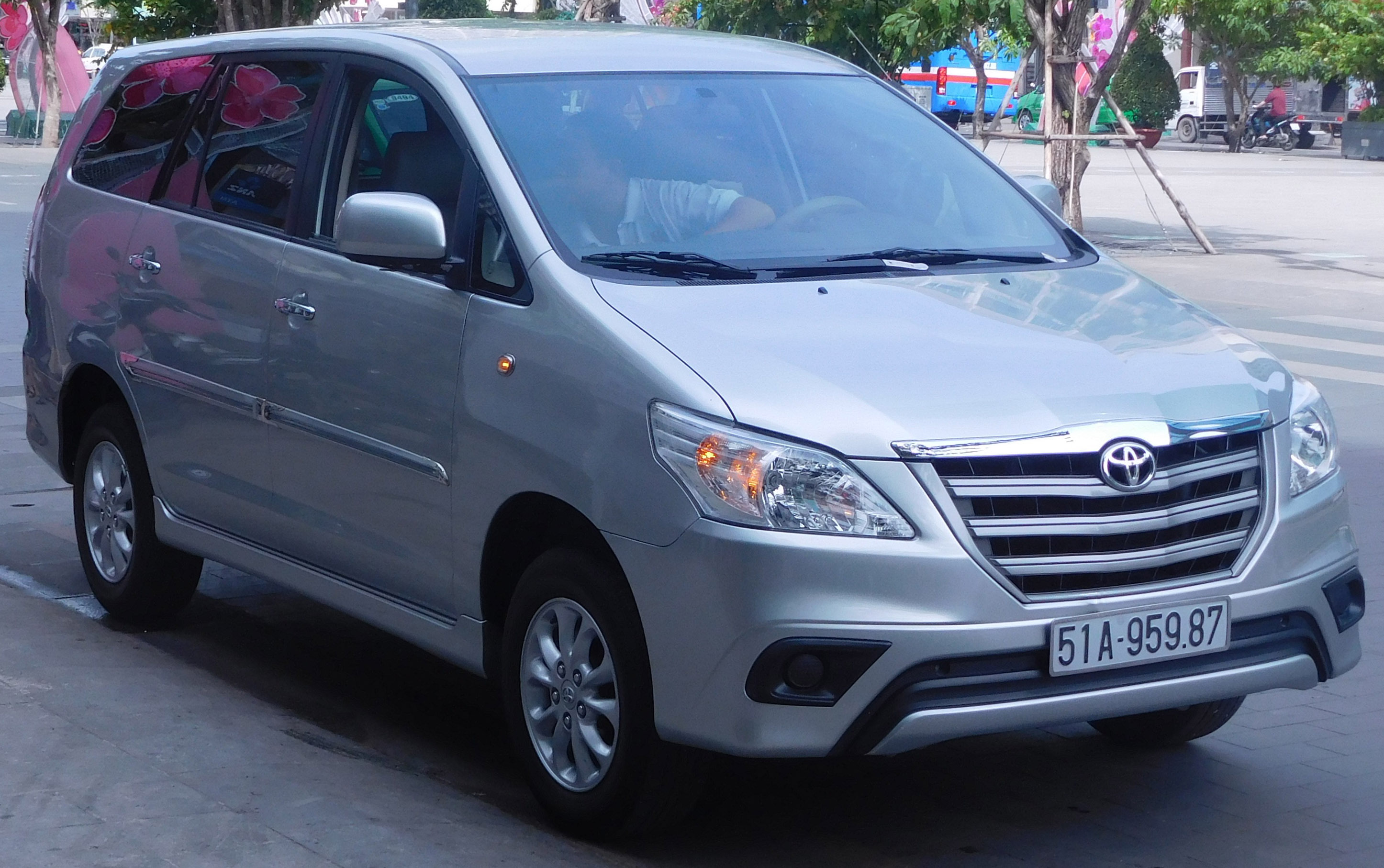
Toyota Innova I po trzecim liftingu

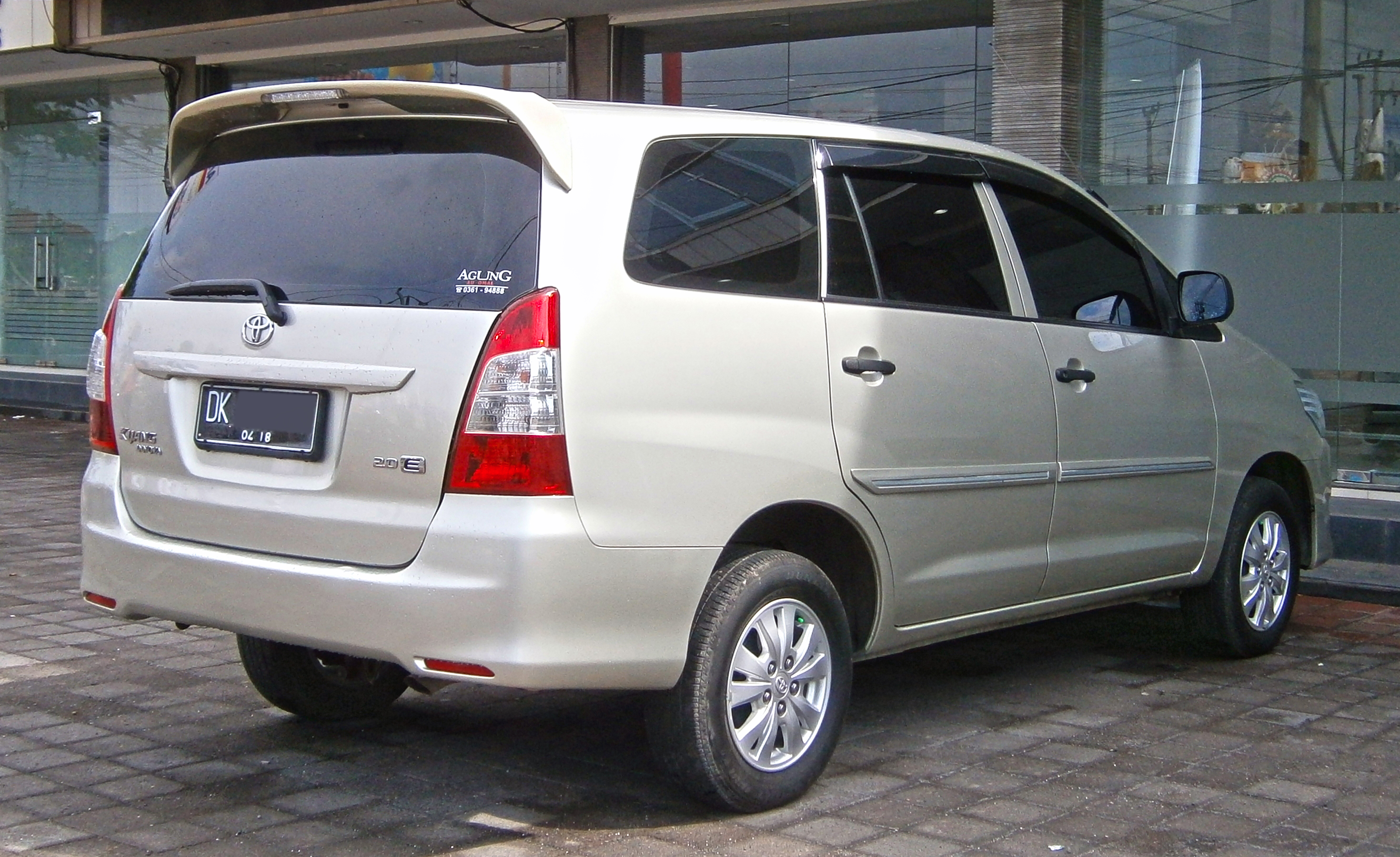
Toyota Innova I po trzecim liftingu - tył

W przeciwieństwie do konkurentów, jak Tata Sumo Grande, Tata Aria, Chevrolet Tavera, czy Mahindra Xylo, Toyota Innova ma więcej cech charakterystycznych dla minivana.

### Sprzedaż
Model ten jest produkowany w Indonezji pod nadzorem Toyota Astra Motor, od 2003 roku. Na rynku indonezyjskim samochód sprzedawany jest pod nazwą 'Toyota Kijang Innova. Samochód dostępny jest w czterech wersjach wyposażenia – J, E, G, V. Wersja V wyposażona jest w 2,7-litrowy silnik oraz (jako jedyna) w automatyczną skrzynię biegów, a także ABS i skórzane fotele.
Innova jest również sprzedawana w Indiach (gdzie zastąpiła Toyotę Qualis), w Malezji (jako następca Toyoty Unser), na Filipinach (zastępując Toyotę Revo), Tajwanie (zastępując przestarzałą Toyotę Zace Surf) i w Tajlandii. Jest ona dostępna także w Brunei, Arabii Saudyjskiej, Zjednoczonych Emiratach Arabskich i Wietnamie.
Obecnie samochody Innova są jednymi z najlepiej sprzedających się samochodów na Filipinach, wyprzedzając konkurencyjne samochody Mitsubishi i Isuzu. Są one używane m.in. jako taksówki przez przedsiębiorstwa działające w porcie lotniczym Manila oraz jako pojazdy patrolowe przez filipińską policję.

### Modernizacje

#### Pierwszy lifting (2008)
W sierpniu 2008 roku została zaprezentowana wersja po pierwszym liftingu. W ramach pierwszego liftingu przeprojektowano przedni i tylny zderzak, przednią kratkę i tylne światła. Wykończenie V wykorzystano do zaktualizowania felg. Model został wyposażony w automatyczną klimatyzację, boczne belki uderzeniowe, czujniki parkowania i zmieniarka CD w desce rozdzielczej.

#### Drugi lifting (2011)
W lipcu 2011 roku samochód przeszedł drugą modernizację. Drugi lifting polegał na zmianie przednich reflektorów, grilla, maski, zderzaków i tylnych świateł. Wnętrze otrzymało nową kierownicę, pokrętła klimatyzacji i nową deskę rozdzielczą. 

#### Trzeci lifting (2013)
W sierpniu 2013 roku przeprowadzono trzeci i ostatni lifting tej generacji. Zmieniono m.in. osłonę chłodnicy, zderzaki, wykończenie bagażnika. Czteroramienna kierownica i podwójne poduszki powietrzne jest również wyposażeniem tego modelu. 

## Druga generacja

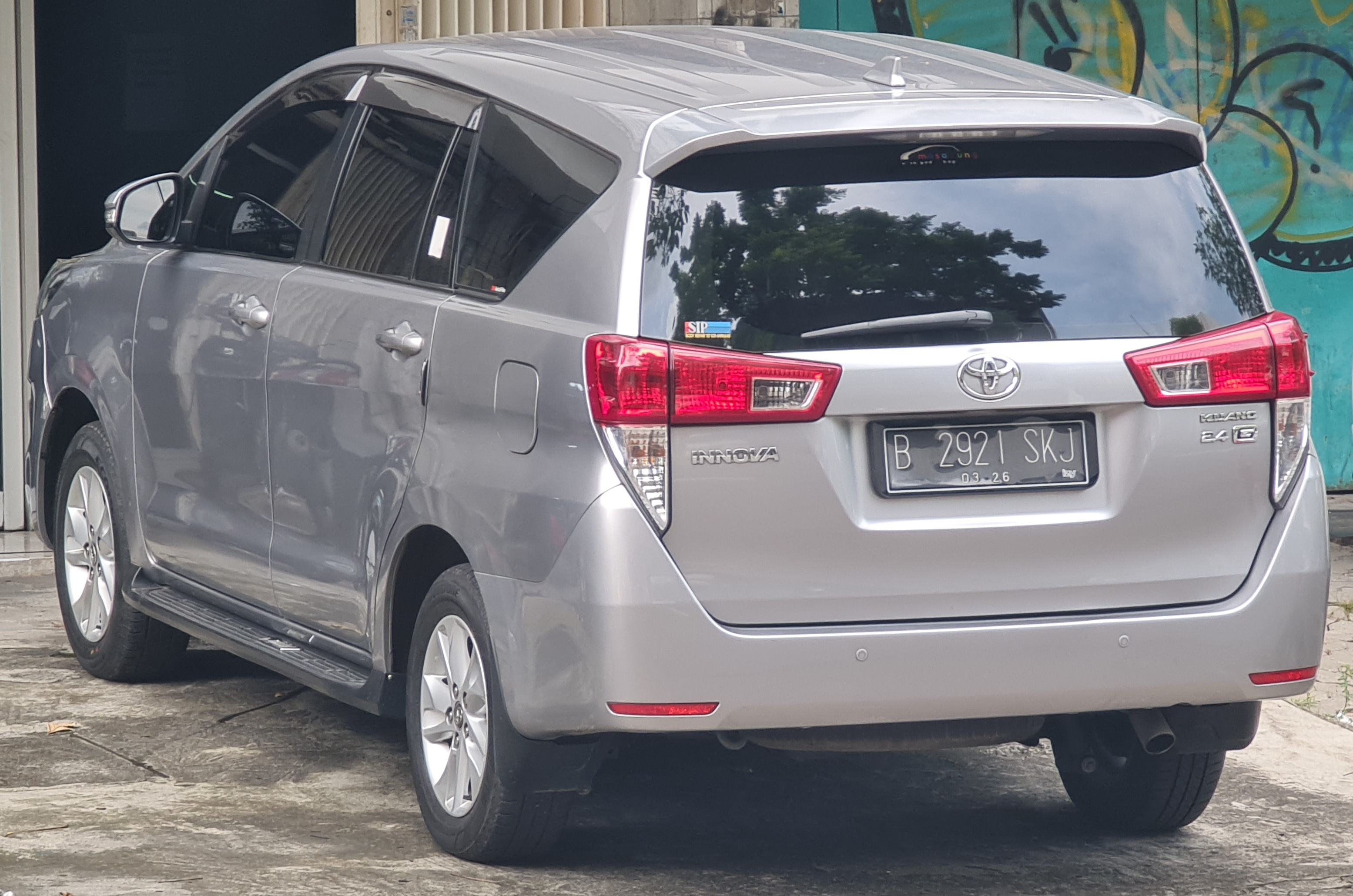
Toyota Innova II przed liftingiem - tył

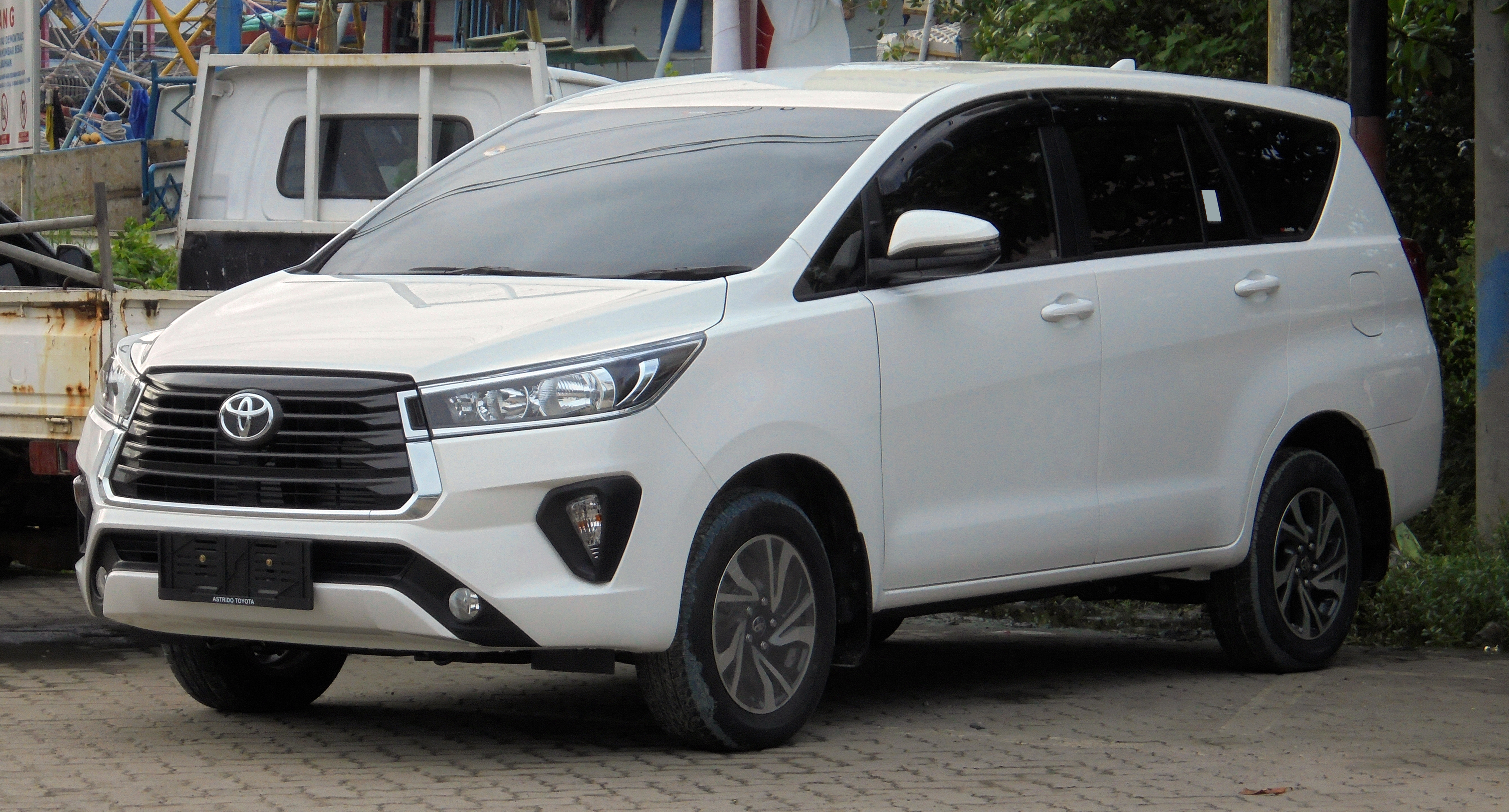
Toyota Innova II po liftingu

Toyota Innova II została zaprezentowana po raz pierwszy pod koniec 2015 roku. W 2020 roku samochód przeszedł lifting.